# Ugandai shilling
A shilling Uganda hivatalos pénzneme.

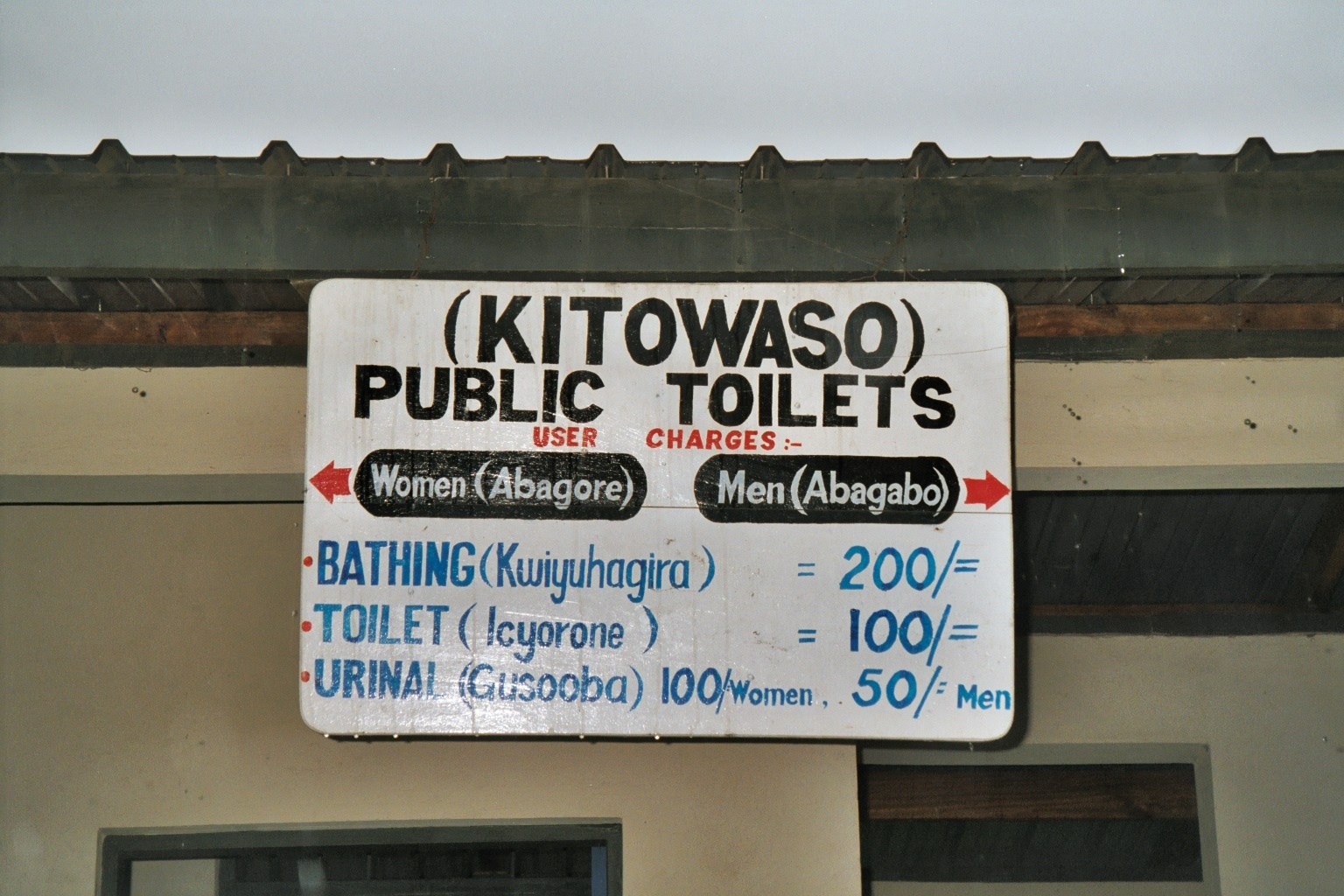
Kisoro településen kiírt árak ugandai shillingben

2010-es év bankjegye címet az 50 000 shillinges bankjegy nyerte el.

## Bankjegyek

### 2010-es sorozat
2010. május 17-én új bankjegysorozatot bocsátottak ki és bevezették a 2000 shillinges bankjegyet.
2013. március 31-én kivonták a 2010 előtt nyomott bankjegyeket.
| névérték        | Szín          | Méret       | előlap                                             | hátlap                        | kibocsátás      | visszavonás |
| --------------- | ------------- | ----------- | -------------------------------------------------- | ----------------------------- | --------------- | ----------- |
| 1000 shilling   | barna         | 150 x 75 mm | bank címere, Uganda címere, paraszt kapával, banán | szárító, két teherautó        | 2010. május 17. | forgalomban |
| 2000 shilling   |               |             | bank címere, Uganda címere                         |                               | 2010. május 17. | forgalomban |
| 5 000 shilling  | ibolya        | 150 x 75 mm | bank címere, Uganda címere Bunyonyi-tó             | Vasúti kocsik és Kaawa komp   | 2010. május 17. | forgalomban |
| 10 000 shilling | zöld és vörös | 156 x 76 mm | bank címere, Uganda címere népi hangszer           | Owen Falls-gát és egy antilóp | 2010. május 17. | forgalomban |
| 20 000 shilling | zöld          | 160 x 78 mm | bank címere, Uganda címere Tajtékos daru           | parlament épülete             | 2010. május 17. | forgalomban |
| 50 000 shilling | barna         | 160 x 80 mm | bank címere, Uganda címere a függetlenségi emlékmű | gyapotszedés                  | 2010. május 17. | forgalomban |

## Külső hivatkozások
- bankjegyek képei